# Grande Aquila
La legge, nota come Grande Aquila, che sancì l'unione al comune aquilano di otto comuni limitrofi nell'omonima conca, risale al 1927, quando vennero uniti al territorio del capoluogo otto comuni e la frazione di San Vittorino nel comune di Pizzoli, tutti facenti parte dello storico contado cittadino. Dal punto di vista amministrativo questo rappresentò l'origine del grande territorio dell'odierno comune dell'Aquila, fatta eccezione per il territorio di Lucoli, che è stato l'unico comune a tornare autonomo nel dopoguerra.

## Il regio decreto del 1927
Il Regio Decreto del 29 luglio 1927 numero 1564 prevedeva infatti la soppressione e l'annessione al comune di Aquila degli Abruzzi dei comuni di Arischia, Bagno, Camarda, Lucoli, Paganica, Preturo, Roio Piano, Sassa, nonché la frazione di San Vittorino del comune di Pizzoli; la soppressione dei comuni avvenne con il forte parere contrario di tutti gli enti coinvolti. Nel 1947, Lucoli, dopo essere stato per 20 anni una frazione dell'Aquila, fu il solo a ritornare comune autonomo.

## Il nuovo comune
Oggi il comune aquilano non si presenta come una città compatta ma piuttosto come un insieme di piccoli borghi e frazioni disposti in maniera disomogenea all'interno del territorio comunale, il che è facilmente riconducibile a motivi di carattere storico e alla morfologia della zona. Nel corso del tempo non vi è mai stata una saldatura fra il tessuto urbano aquilano e quello dei paesi annessi dal decreto, tuttavia il centro urbano dell'Aquila rappresenta un polo di riferimento culturale, sociale ed infrastrutturale per tutta la vasta area. Con il termine Grande Aquila, viene talvolta impropriamente considerata l'intera parte settentrionale della provincia dell'Aquila, ossia la valle che si estende da Montereale a Navelli.
Dal punto di vista etimologico, il periodo storico della scrittura del decreto traspare anche dalla stessa dicitura di Grande Aquila: il nome della città non presenta l'articolo, che comunque era anche allora d'uso comune, poiché all'epoca dell'accorpamento era denominata ufficialmente come Aquila degli Abruzzi. Difatti, solo nel 1939 il capoluogo prese il definitivo nome, L'Aquila, attualmente in uso.

## Odierne frazioni dell'Aquila
Le frazioni in tutto sono 59, suddivise sotto il territorio dei quattro principali Quarti dell'Aquila: San Giorgio, Santa Maria, San Pietro Coppito e San Giovanni d'Amiterno. Le frazioni più dense per popolazione e territorio sono Pettino, Paganica, Bazzano, Coppito, Roio Piano, Assergi e Bagno.
Qui è riportato l'elenco delle frazioni maggiori. 
L'Aquila Nord
- Aragno
- Collebrincioni
- Assergi
- Camarda
- Fonte Cerreto
- San Pietro della Ienca

L'Aquila Est
- Paganica
- Pescomaggiore
- Bazzano
- Tempera
- San Gregorio
- Onna
- Monticchio
- Filetto
- Sant'Elia

L'Aquila Sud
- Bagno (Civita di Bagno, Bagno Grande,Bagno Piccolo, Vallesindola, Ripa, Lilletta(Cominio), S.Angelo, San Benedetto)
- Roio (Poggio, Colle, Santa Rufina, Roio Piano)
- Collefracido e Pianola

L'Aquila Ovest
- Pettino-Pile
- Coppito
- Sassa (Colle, Pagliare, Collemare, Palombaia, Poggio Santa Maria, Foce, San Martino, Genzano, Sassa scalo, Brecciasecca)
- Arischia
- Preturo (Cese, Colle, Pozza, Santi, Menzano, San Marco, Casaline)
- San Vittorino

La suddivisione attuale dell'Interland aquilano è ripartita in 12 circoscrizioni. 
- I - Centro storico, Collemaggio e Strinella
- II - Roio
- III - Sassa
- IV - Preturo
- V - Coppito e Pettino
- VI - Arischia
- VII - Pile, San Sisto, Santa Barbara e Santanza
- VIII - Collebrincioni, San Francesco, San Giacomo, Torrione e Valle Pretara
- IX - Camarda, Aragno, Assergi e Filetto
- X - Paganica
- XI - Bagno
- XII - Gignano, Pianola, Sant'Elia e Torretta

## Storia
Le cause che hanno portato all'unione dei comuni sono da ricercarsi in generale nella politica di forte accentramento amministrativo inaugurata dal regime fascista a partire dal 1923. L'operazione era considerata, inoltre, una sorta di compensazione per il distacco di due comuni della Valle del Tirino (Bussi sul Tirino e Popoli) e del circondario di Cittaducale dalla provincia dell'Aquila, passati rispettivamente alle neonate province di Pescara e Rieti; in particolare, la quarta provincia abruzzese, fu creata al fine di pacificare i diversi antagonismi fra i gerarchi della regione.
Infine si creò l'esteso comune di 50.000 abitanti, con l'intenzione che fungesse da futuro centro di riferimento a livello provinciale e regionale. L'accorpamento del territorio circostante L'Aquila venne ratificato nel 1927, patrocinato dall'allora podestà cittadino Adelchi Serena e nonostante la ferma opposizione dei comuni coinvolti. Solo nel 1947 Lucoli tornò ad essere un comune; a Paganica, fino agli anni '90, ci furono vari tentativi di riottenere l'autonomia comunale. Con la nuova amministrazione della Repubblica Italiana, il territorio mantenne l'assetto dell'ex "Grande Aquila", ripartito in 12 circoscrizioni che sono suddivisioni del centro cittadino e delle frazioni, annesse agli storici Quarti dell'Aquila.

## Comuni soppressi
- Arischia

Si tratta di un piccolo centro posto a circa 14 km a nord ovest del capoluogo ed è stato uno dei castelli che ha contribuito alla fondazione della città nel Trecento.
- Bagno

È un centro diffuso comprendente un'area di vaste dimensioni alle pendici del Monte Ocre, a sud est dell'Aquila. È stato uno dei castelli che ha contribuito alla fondazione della città e vanta numerose valenze storiche. Viene suddiviso in ulteriori sottofrazioni di cui le maggiori sono Bagno Grande, Bagno Piccolo, Civita di Bagno e Ripa di Bagno.
- Camarda

Piccolo centro situato sotto le pendici del Gran Sasso, a nord est dell'Aquila.
- Lucoli

Importante paese montano situato a sud ovest del capoluogo. Nel 1947 è tornato ad essere, unico tra quelli soppressi, comune autonomo; comprende circa 1.000 abitanti e rappresenta un importante centro sportivo e turistico grazie alla sua vicinanza agli impianti sciistici di Campo Felice.
- Paganica

Il maggiore tra i comuni soppressi ed il più importante dal punto di vista storico, politico ed economico. All'epoca dell'annessione al Comune dell'Aquila amministrava le contrade di Bazzano, Onna e Tempera. Nel dopoguerra Paganica è tornata a far valere le proprie pretese chiedendo più volte la scissione dall'Aquila ma mancando di poco il numero di abitanti richiesto per la concessione dell'autonomia comunale. Oggi rappresenta un importante centro di circa 7.000 persone situato ad est del capoluogo, appena sotto il Gran Sasso; è collegato con L'Aquila dalla Tangenziale Est e dispone di una propria stazione ferroviaria nella zona del nucleo industriale.
- Preturo

Piccolo paese a circa 6 km ad ovest dell'Aquila nei pressi del quale sorge l'Aeroporto dei Parchi. Oltre all'omonimo centro abitato, il territorio è caratterizzato da ulteriori sottofrazioni di cui si ricordano quelle di Cese, San Marco e Santi.
- Roio Piano (precedentemente Roio)

Si tratta di un villaggio diffuso posto sulle pendici di Monte Luco, a sud dell'Aquila. È costituito da quattro frazioni: oltre all'ex capoluogo comunale, Roio Piano, vi sono infatti i centri di Colle di Roio, Poggio di Roio e Santa Rufina.
- Sassa

Centro economico di modesta importanza situato ad ovest del capoluogo. È sede di un nucleo industriale e dispone di una propria stazione ferroviaria. Possiede numerose sottofrazioni; le principali sono Colle di Sassa, Genzano, Pagliare e Poggio Santa Maria.
Ad essi si aggiunge la frazione di San Vittorino, attualmente estremità occidentale della municipalità aquilana ma in precedenza compresa nel comune di Pizzoli.

## Comuni passati alla provincia di Rieti
Le variazioni territoriali adottate dal regime fascista, con regio decreto del 2 gennaio 1927, decurtarono Abruzzi e Molise del Cicolano e della conca d'Amatrice (circondario di Cittaducale). Questo vasto territorio (1.362 km²) confluì nella nuova provincia di Rieti, a sua volta sottratta all'Umbria (1923) per estendere il Lazio.
| Comune | Comune                   | Dalla regione    | Alla regione |
| ------ | ------------------------ | ---------------- | ------------ |
|        | Accumoli                 | Abruzzi e Molise | Lazio        |
|        | Amatrice                 | Abruzzi e Molise | Lazio        |
|        | Antrodoco                | Abruzzi e Molise | Lazio        |
|        | Borbona                  | Abruzzi e Molise | Lazio        |
|        | Borgocollefegato         | Abruzzi e Molise | Lazio        |
|        | Borgo Velino             | Abruzzi e Molise | Lazio        |
|        | Cantalice                | Abruzzi e Molise | Lazio        |
|        | Castel Sant'Angelo       | Abruzzi e Molise | Lazio        |
|        | Cittaducale              | Abruzzi e Molise | Lazio        |
|        | Cittareale               | Abruzzi e Molise | Lazio        |
|        | Fiamignano               | Abruzzi e Molise | Lazio        |
|        | Leonessa                 | Abruzzi e Molise | Lazio        |
|        | Lugnano di Villa Troiana | Abruzzi e Molise | Lazio        |
|        | Micigliano               | Abruzzi e Molise | Lazio        |
|        | Pescorocchiano           | Abruzzi e Molise | Lazio        |
|        | Petrella Salto           | Abruzzi e Molise | Lazio        |
|        | Posta                    | Abruzzi e Molise | Lazio        |